# ヴァレ・システム

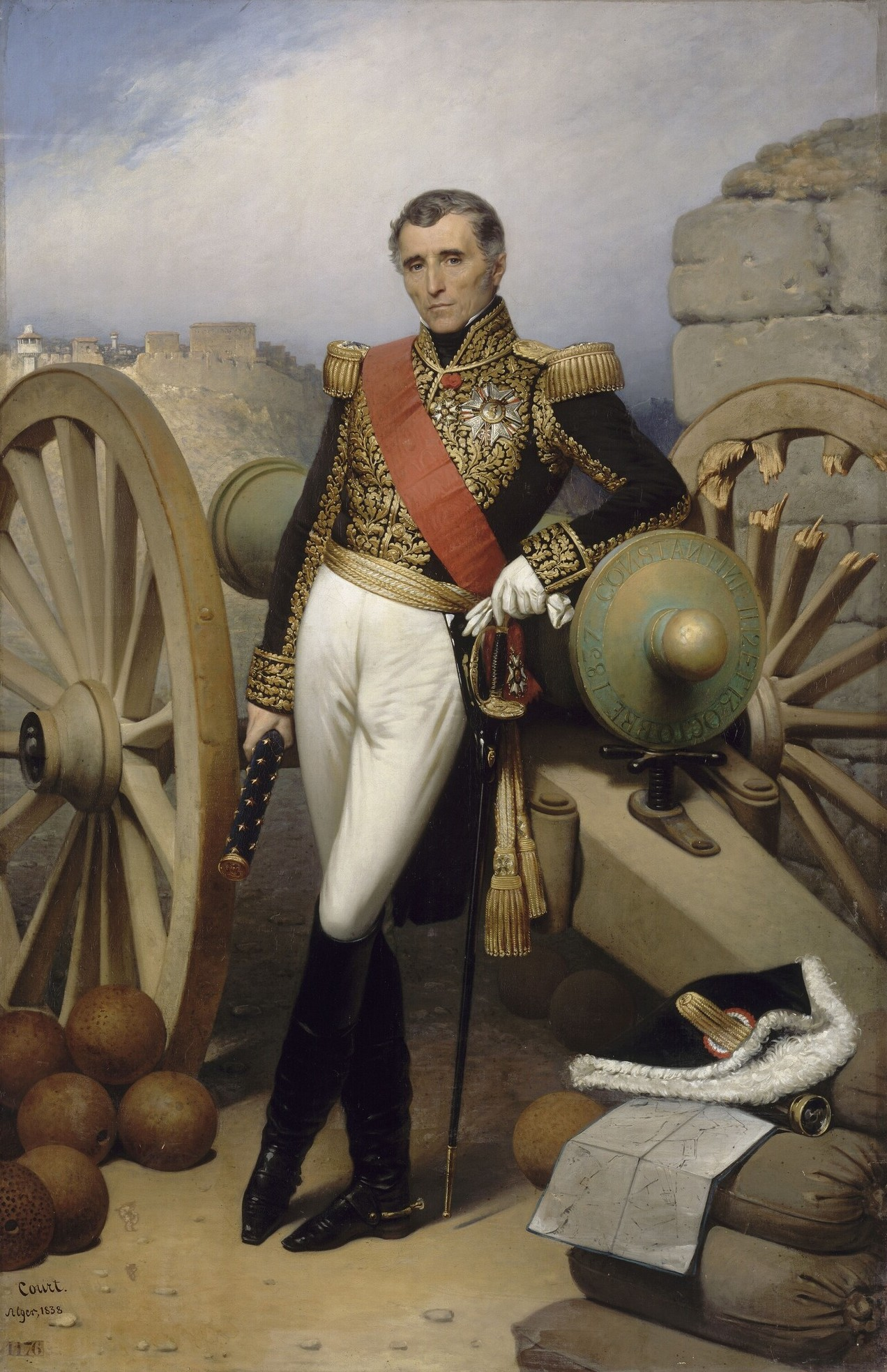
グリボーバル・システムはシルヴァイン・シャルル・ヴァレ（Sylvain Charles Valée）によって改良され、ヴァレ・システムとして採用され、クリミア戦争（1853年-1856年）まで使用された

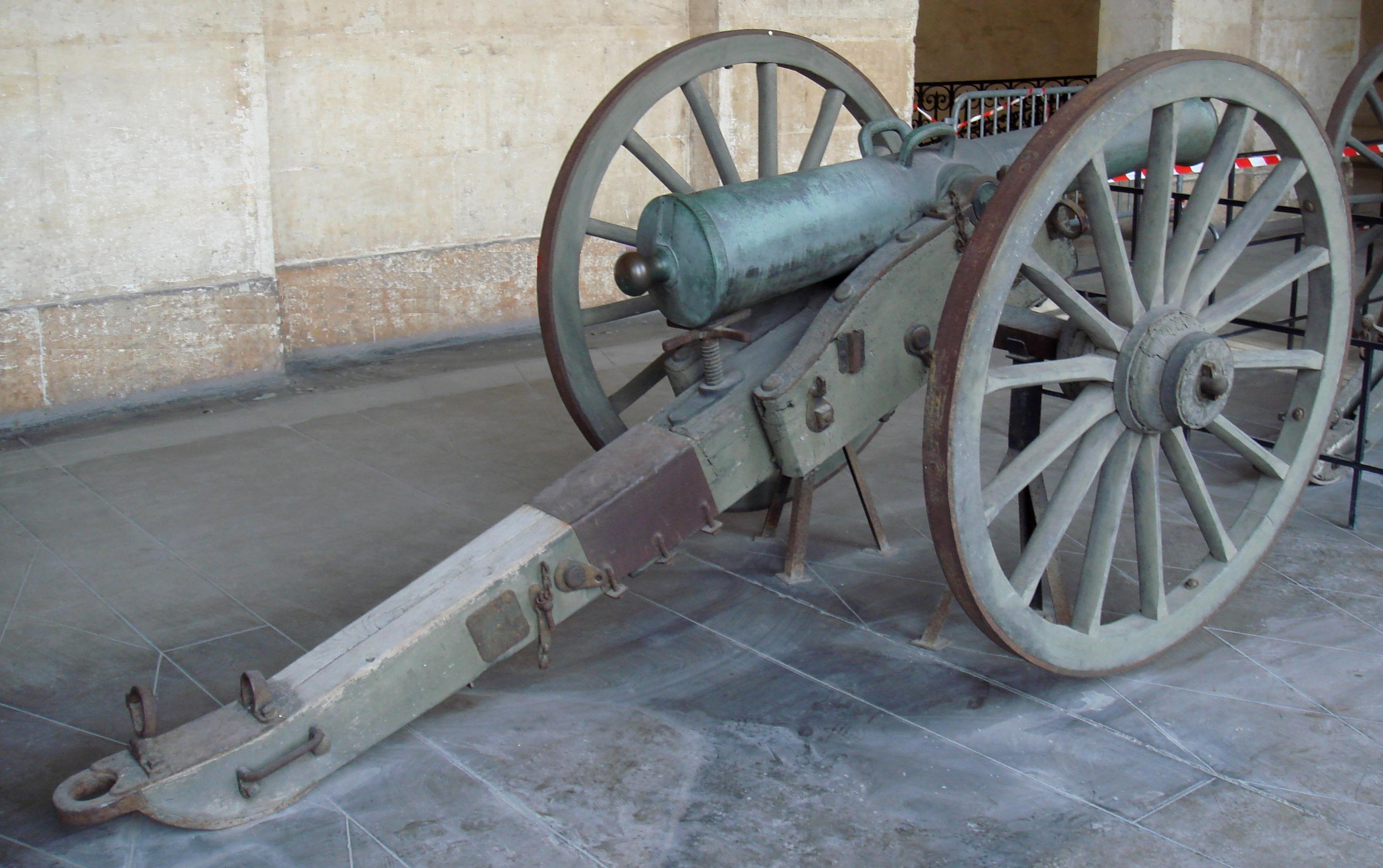
ヴァレ12ポンド砲と砲架、1854年

ヴァレ・システム（仏語：Système Valée、英語：Valée system）は1825年から1831年にかけて、フランス陸軍の砲兵士官である、シルヴァイン・シャルル・ヴァレ（Sylvain Charles Valée）が開発し、1828年に制式化された砲兵システム。 

## 仕様

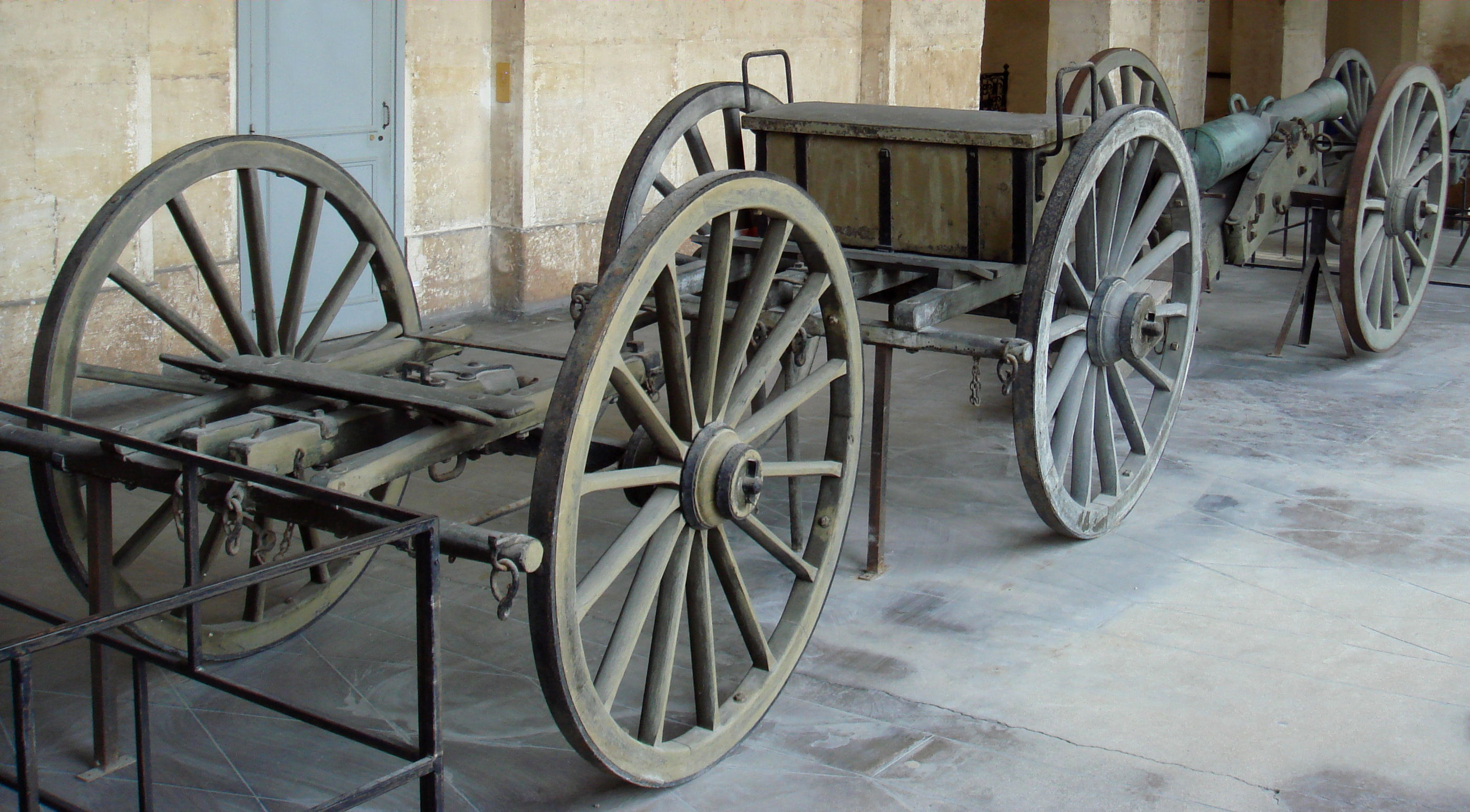
ヴァレ12ポンド砲の砲車列

ヴァレ・システムは、19世紀初頭のフランスの砲兵システムで、グリボーバル・システム及びナポレオン1世の共和暦11年システムに幾つもの改良を加えたものである。主として、砲の機動性の向上に重点がおかれ、前車の使用と車輪のサイズを標準化してメンテナンスを容易にし、砲架の種類も2種類に減らした。また、移動に際しては砲兵が砲弾入れの上に座れるようにし、砲車列が歩兵や騎兵と同様に素早く移動できるようにした。
ヴァレ・システムでは、砲そのものにも多少の改良がなされ、軽量化および射程の増大が実現されている。
ヴァレ・システムは、24ポンド及び16ポンドの攻城砲、12ポンド及び8ポンドの野砲から構成されていた。さらに、24ポンドおよび15cm榴弾砲、8インチ攻城榴弾砲があった。山砲は12ポンドであった。臼砲としては、12インチ、10インチ、及び8インチに加え15インチの投石臼砲があった。

## 配備
フランス砲兵部隊は1827年にヴァレ・システムによって再編成された。1830年のアルジェリア侵攻、1853年－1860年のクリミア戦争で実戦に使用されている。
アメリカ版のヴァレ・システムも開発されており、マサチューセッツ州コンコードのコンコード要塞に現在も展示されている。
1823年にフランス海軍のアンリ・ペクサンによって直射砲用の榴弾が開発されたが、陸軍でも1853年に導入された12ポンドナポレオン砲で榴弾が使用可能となった。これによってヴァレ・システムは廃止されることとなった。

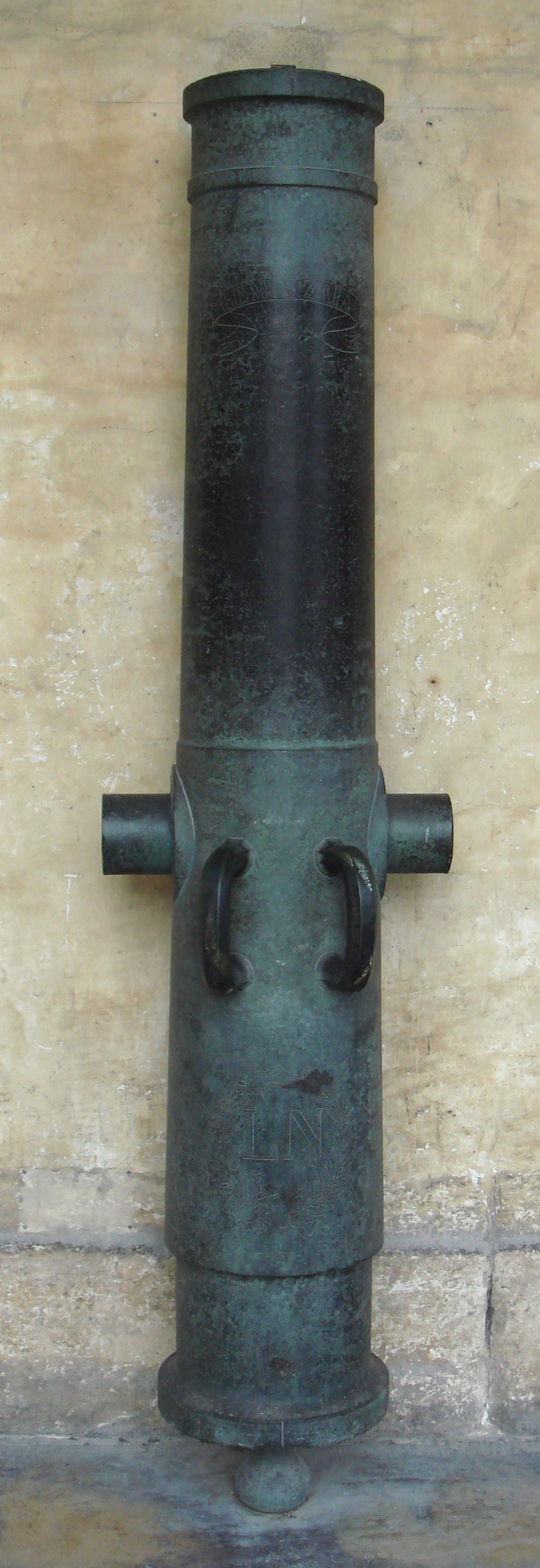
ヴァレ15cm榴弾砲、1828年モデル。1852年ドゥエーで製造。口径：151 mm、全長：1.71 m、重量：587 kg、砲弾：サボ付き榴弾、7.7 kg
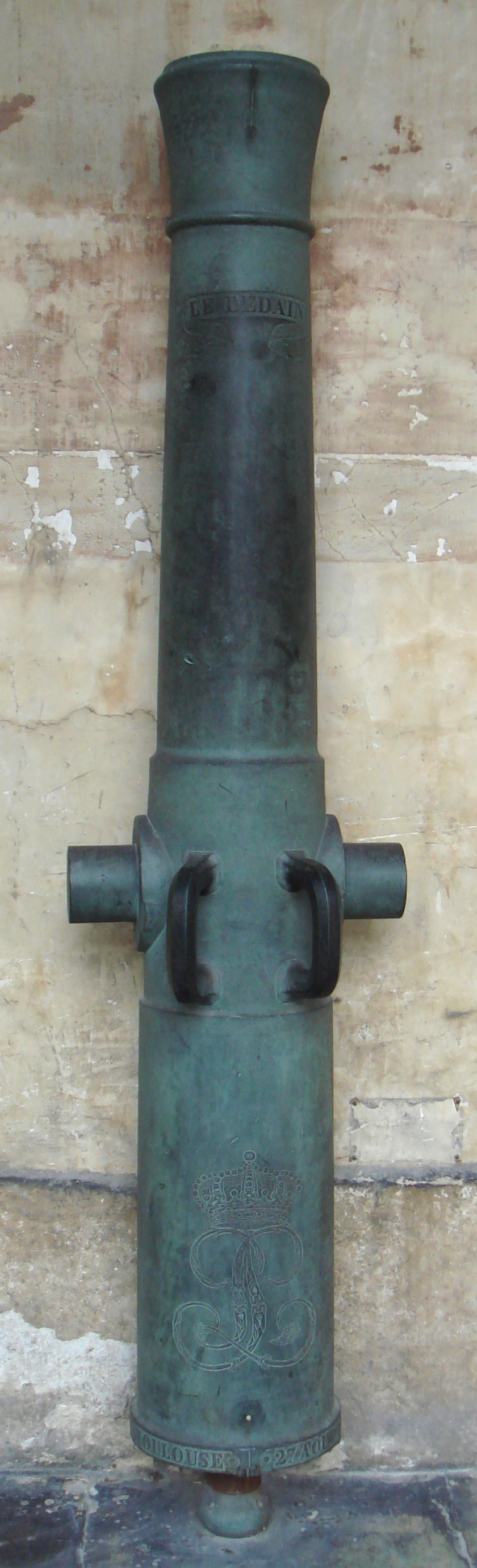
ヴァレ8ポンド砲、1764年モデル、1828年改良型（Le Dédain）。1847年ストラスブールで製造。口径：106 mm、全長：1.84 m、重量：590 kg、砲弾：5.3 kg 実体弾（薬莢付き）
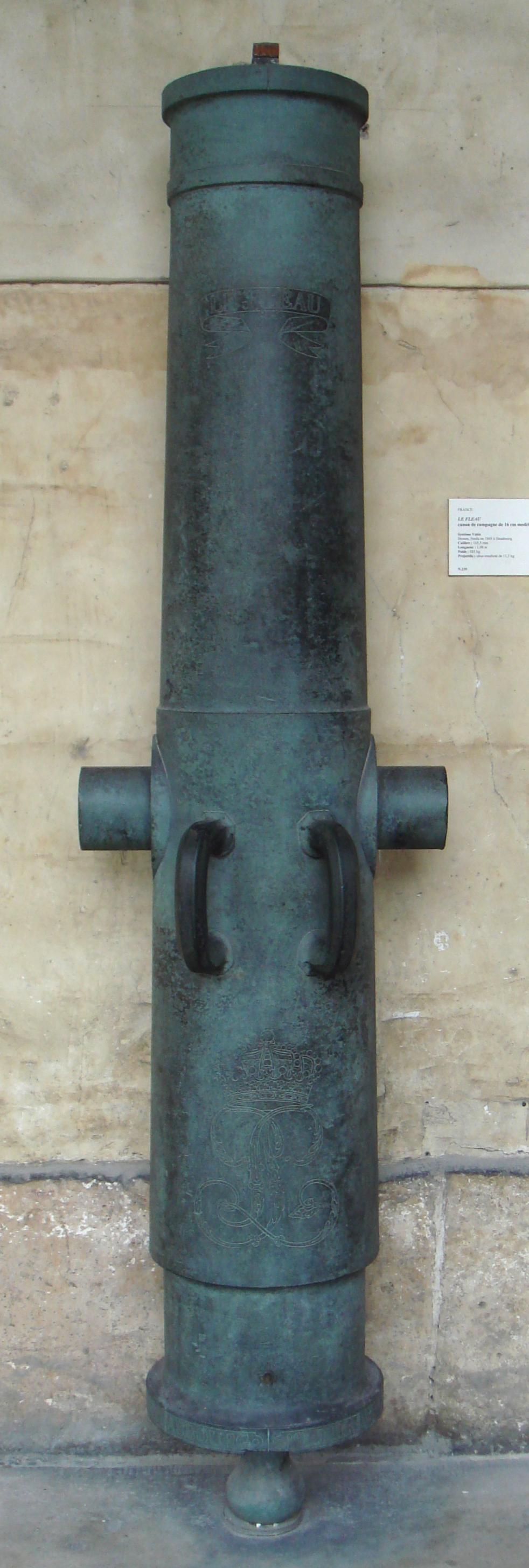
ヴァレ16cm野砲（Le Fléau）、1828年モデル、青銅製。1845年ストラスブールで製造。口径：165.5 mm、全長：1.88 m、重量：885 kg、砲弾：サボ付き榴弾、11.3 kg
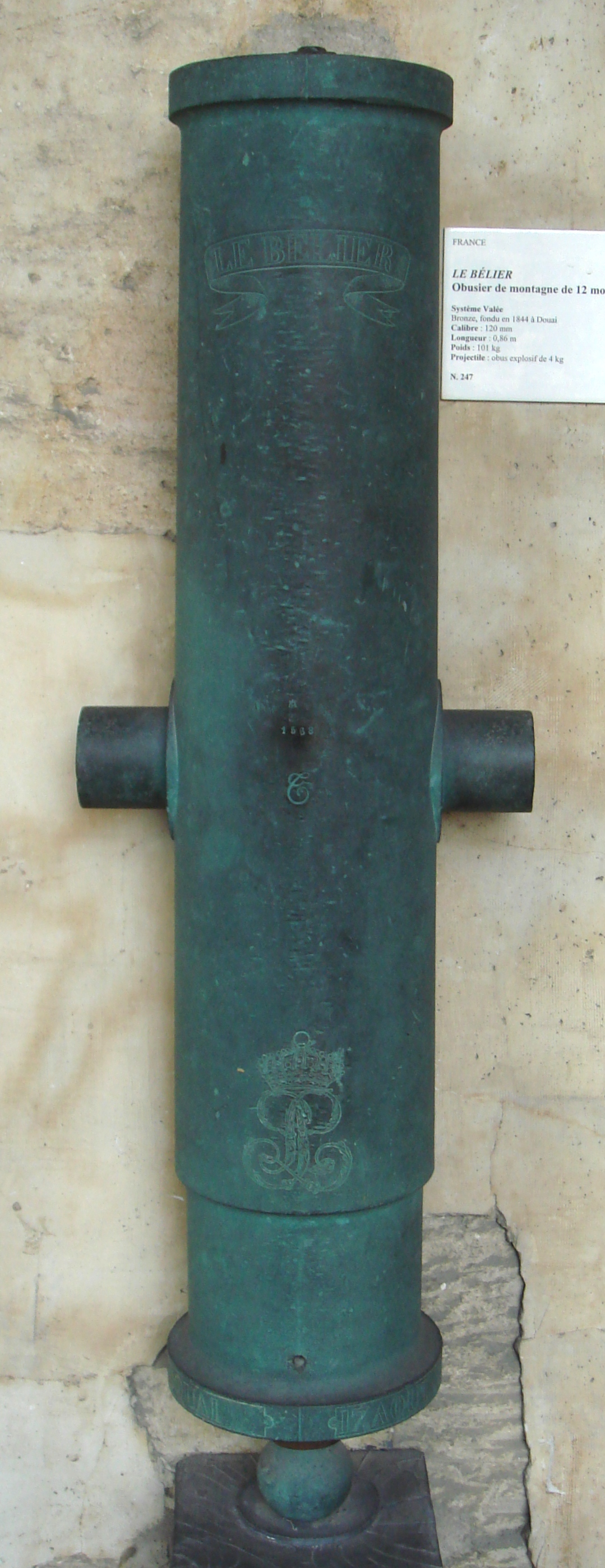
ヴァレ12 cm 榴弾山砲（Le Bélier）、1828年モデル、青銅製。1844年ドゥエーで製造、口径：120 mm、全長：0.86 m、重量：101 kg、砲弾：4 kg榴弾

## 参考資料
- Nicolas Édouard Delabarre-Duparcq: Elements of Military Art and History (1863)
- Paul L Dawson BSc Hons FINS: Systeme An XI and the re-design of the French Artillery
- Kenneth N. Jassie: Napoleon's Artillery Legacies: France, 1815-1914 University of Wisconsin-Madison, 1988
- Matthew C. Switlik: US Field Gun Carriages—Their History and Evolution, (originally published in the Artilleryman Magazine, V.15 No.3 (revised, 1-7-2001)